# Menschenkette von Stuttgart nach Neu-Ulm
Die Menschenkette zwischen Stuttgart und Neu-Ulm am 22. Oktober 1983 war eine Großdemonstration der süddeutschen Friedensbewegung im Rahmen einer bundesweiten Friedenswoche mit abschließenden „Volksversammlungen“. Sie war 108 km lang und wurde nach Schätzungen der Veranstalter von 300.000 bis 400.000 Menschen gebildet, nach anderen Angaben von 250.000 oder über 200.000 Menschen.
Ziel der Aktionen dieses Tages, an denen bundesweit über eine Million Menschen teilnahmen, war es, die Stationierung neuer atomarer Mittelstreckenraketen vom Typ Pershing II und neuartiger atomarer Marschflugkörper (Cruise Missiles) in Deutschland und Mitteleuropa im Zuge des sog. NATO-Doppelbeschlusses zu verhindern. Nachdem im Deutschen Bundestag am 22. November 1983 darüber debattiert wurde und sich eine Mehrheit der Abgeordneten dafür entschieden hatte, wurden die Raketen ab Dezember 1983 in Deutschland stationiert. Die Friedensbewegung hatte damit ihr Ziel nicht erreicht.

## Vorgeschichte
Die Menschenkette war als Kompromiss aus einem Streit zwischen verschiedenen süddeutschen Friedensgruppen hervorgegangen. Im April 1983 hatte eine bundesweite Aktionskonferenz von Friedensgruppen in Köln mit rund 800 Teilnehmern nach kontroverser Debatte beschlossen, im Herbst nicht wie in den beiden Vorjahren zu einer einzigen Großkundgebung in Bonn aufzurufen, sondern zu drei getrennten „Volksversammlungen für den Frieden“, die in Hamburg, Bonn und Süddeutschland stattfinden sollten. Später kam noch eine vierte in Berlin (West) dazu. Die Friedensgruppen aus Baden-Württemberg, Bayern, Südhessen, der Südpfalz und dem Saarland waren zunächst zerstritten in der Frage, wo ihre Volksversammlung stattfinden sollte. Der DGB und die Gruppen des sog. KoFAZ-Spektrums traten für eine einheitliche Großkundgebung in Stuttgart ein, wo sich das Hauptquartier der US-Truppen in Europa (EUCOM) befand. Die sog. autonomen Gruppen forderten eine gewaltfreie Umzingelung und Blockade der Wiley-Kaserne in Neu-Ulm, die als Stationierungsort für Pershing-II-Raketen galt. Die DFG-VK Baden-Württemberg (und namentlich Ulli Thiel) brachte als Kompromissvorschlag eine über 100 km lange Menschenkette ins Gespräch, die die beiden Zielorte Stuttgart und Neu-Ulm entlang der Bundesstraße 10 miteinander verbinden sollte. Vorbild für diese Aktionsform war eine Friedensaktion der „Frauen von Greenham Common“ in Großbritannien, die Eva Quistorp in Westdeutschland vorgestellt und propagiert hatte. Nach langen und schwierigen Debatten einigte sich eine Aktionskonferenz der süddeutschen Gruppen am 5. Juni 1983 in Ulm auf das Projekt einer Menschenkette über die Schwäbische Alb hinweg mit zwei Abschlusskundgebungen in Stuttgart und Neu-Ulm. Startpunkt in Stuttgart war das United States European Command in Vaihingen, Endpunkt in Neu-Ulm die Wiley Barracks.
Im August/September 1983 kamen erhebliche Zweifel auf, ob eine so lange geschlossene Menschenkette zustande kommen würde. Skeptiker befürchteten eine Blamage. Die mit der Organisation betraute DFG/VK Baden-Württemberg gab die trotzige Parole aus: „Was gilt die Wette? Wir schaffen die Kette!“ Dennoch wurden vorsorglich Bänder mitgebracht, um etwaige Lücken überbrücken zu können.

## Aufruf
Der Aufruf zur Menschenkette begann mit den Worten:
Wir stehen auf. Jetzt. Denn die Zeit wird knapp!
In nur wenigen Wochen soll an das Pulverfaß Bundesrepublik die Lunte gelegt werden – durch Pershing II und Cruise Missiles. In Genf wird geredet. Die NATO und unsere Regierung handeln. Gegen unseren Willen. Gegen die Interessen unseres Landes. Wenn wir es nicht verhindern.
Deshalb: Jetzt aufstehn. Überall mitmachen. Den Widerstand steigern. Und im Oktober bereit sein.
Hunderttausende in die Kette, an die Stationierungsorte, auf die Volksversammlungen. Wir brauchen jeden. Wir leisten gewaltfreien Widerstand. Wir sind ungehorsam. Wir schützen unser Land!

## Konflikte
Im August 1983 gab es im 15-köpfigen Aktionsbüro, das die Menschenkette organisierte, einen schweren Konflikt um die Frage, ob Vertreter der unabhängigen Friedensbewegung der DDR eingeladen werden sollten. Der süddeutsche Koordinierungsausschuss hatte nach kontroverser Debatte beschlossen, Stefan Heym als Redner einzuladen. Der Vertreter der Deutschen Friedens-Union (DFU) im Aktionsbüro übernahm den Auftrag, das zu tun, informierte aber parallel und eigenmächtig den Friedensrat der DDR und die Ständige Vertretung der DDR darüber, dass diese Einladung nicht als Kritik an den »ernsthaften Friedensbemühungen der DDR« zu verstehen sei. Die anderen Vertreter im Aktionsbüro empfanden diese Briefe als devoten »Kniefall vor der DDR« und als Vertrauensbruch und forderten deshalb den Ausschluss der DFU aus dem Aktionsbüro. Der Koordinierungsausschuss verzichtete nach einer Debatte, von der die Pressevertreter ausgeschlossen wurden, auf einen Ausschluss und gab sich mit einer Entschuldigungserklärung der DFU zufrieden. Heym sagte schließlich ab. An seiner Stelle sprach der gerade von der DDR ausgebürgerte Bürgerrechtler Roland Jahn.
Einen weiteren Streit gab es, als Aktionsbüromitglieder ohne Absprache in einen Teil der Demonstrationsplakate unter „Pershing II, Cruise Missiles“ auch „SS 20“ eindrucken ließen. Anlass war eine angemeldete Gegendemonstration des „Fellbacher Forums“, das der Friedensbewegung vorwarf, die Stationierung von SS-20-Raketen zu ignorieren. Die sowjetischen Mittelstreckenraketen vom Typ SS 20 galten NATO-offiziell als Begründung für die Stationierung von Pershing II und Cruise Missiles. Große Teile der Friedensbewegung lehnten aber eine Gleichsetzung dieser Waffensysteme ab.
Die Organisatoren brachten den Präsidenten des VfB Stuttgart (und CDU-Politiker) Gerhard Mayer-Vorfelder dazu, ein für den Tag der Kundgebung geplantes Bundesligaspiel gegen den FC Bayern München erst gegen 17 Uhr, d. h. nach Ende der Kundgebung, stattfinden zu lassen.

## Ablauf
Die Demonstranten reisten mit 48 Sonderzügen und fast 2000 Bussen zu den 24 Städten und Dörfern an, in denen um 9:30 Uhr Auftaktkundgebungen stattfanden; allein in Stuttgart gab es 18 Kundgebungen. Die anderen Sammelorte waren Esslingen, Zell, Altbach, Plochingen, Reichenbach, Ebersbach, Uhingen, Faurndau, Göppingen, Eislingen, Salach, Süßen, Gingen, Kuchen, Geislingen, Amstetten, Urspring, Lonsee, Westerstetten, Beimerstetten, Dornstadt, Jungingen und Ulm/Neu-Ulm. Die Strecke war in 23 Abschnitte eingeteilt, und die Teilnehmer bekamen vom Aktionsbüro nach ihrer Heimatpostleitzahl bzw. Herkunftsregion einen Anlaufort und Streckenabschnitt zugewiesen, um zu gewährleisten, dass sie sich gleichmäßig über die ganze Strecke verteilten. Die Auftaktkundgebungen wurden von lokalen Friedensgruppen organisiert.
Von den Auftaktkundgebungen ging es ab 11:30 Uhr zu Fuß oder mit Bussen weiter auf die Strecke, um die Kette zu bilden. Es zeigte sich, dass an dem sonnigen Herbsttag so viele Menschen gekommen waren, dass die Kette vielerorts sogar in Schlangenlinien oder Doppelreihen gebildet werden konnte. Von 12:40 Uhr bis 13 Uhr wurde die Kette geschlossen – das heißt, auch alle Querstraßen wurden in dieser Zeit blockiert. Danach machten sich die Menschen auf den Weg zu ihren Bussen oder Bahnhöfen und Sonderzügen, um Stuttgart oder Neu-Ulm zu erreichen.
Auf der Abschlusskundgebung in Stuttgart sprachen u. a. Erhard Eppler (SPD), Marieluise Beck-Oberdorf (Die Grünen) und Siegfried Pommerenke (DGB). Auf der Abschlusskundgebung in Neu-Ulm sprach u. a. Roland Jahn.

## Wirkungen
Die Menschenkette ging als besonders eindrucksvolle Massenaktion in die Geschichte ein. Das spiegelt sich auch in den Schlagzeilen der Presse wider (alle vom 24. Oktober 1983, wo nicht anders erwähnt):
- Peace-Vibrations auf der rauhen Alb: „Do lacht dr Russ, aber schee isch g’wea“ (taz)
- Wie Plochingen die Menschenkette erlebte: „Aber anständig waret se doch“ (Badische Zeitung)
- Viele Hunderttausend friedlich für den Frieden (Sonntag Aktuell, 23. Oktober 1983)
- Hurra-Rufe ertönen, als sich auf der Alb die Kette schließt (Schwäbische Zeitung)
- Die größte und friedlichste Veranstaltung aller Zeiten in Stuttgart (Stuttgarter Zeitung)
- F.R.G. The Human Chain (Disarmament Campaign, Dezember 1983)
- Ein schwingendes Band aus Demonstranten als lebendiges Symbol (Stuttgarter Zeitung)

So umstritten die Menschenkette in der Friedensbewegung im Sommer 1983 noch gewesen war, so einmütig setzten ihre unterschiedlichen Fraktionen ein Jahr später auf diese Aktionsform: Für den Herbst 1984 rief das sog. KoFAZ-Spektrum der Friedensgruppen zu einer 250 km langen Menschenkette auf, die von Duisburg über Köln und Bonn bis nach Hasselbach im Hunsrück zur dortigen Raketenbasis reichen sollte, einem Stationierungsort für Cruise Missiles. Das autonome Spektrum rief zur Bildung eines „Menschennetzes im Fulda-Gap“ auf: Die Herbstmanöver der Bundeswehr im Raum Fulda/Vogelsberg sollten durch zahlreiche Ketten und Blockaden gestört werden.

## Kritik
Das „Fellbacher Forum“, ein Zusammenschluss von Bundeswehrreservisten und Junger Union, demonstrierte mit einem Autokorso gegen die Menschenkette. Die rund 100 Gegendemonstranten warfen der Friedensbewegung vor, die Existenz der sowjetischen SS-20-Raketen zu ignorieren und die deutsch-amerikanische Freundschaft zu gefährden.
Klaus Böhle stellte in einer Karikatur die Menschenkette, deren Menschen als ausgeschnittene Papierfiguren gestaltet waren, sowjetischen Sträflingen gegenüber, die an Ketten in ein Straflager marschieren. Die Schere, die die Friedensdemonstranten erzeugt hat, geht über beide Bilder und läuft in ein Hammer-und-Sichel-Symbol aus.